# Allium azaurenum
Allium azaurenum là một loài thực vật có hoa trong họ Amaryllidaceae. Loài này được Gomb. mô tả khoa học đầu tiên năm 1963.